# Коста Паница
Костадин (Коста) Атанасов Паница е български офицер, майор, участник в Сръбско-турската война, Руско-турската война (1877 – 1878) и опълченец-поборник. Той е герой от Съединението на Княжество България и Източна Румелия и Сръбско-българската война, деец на Македоно-одринското революционно движение, един от строителите на армията на България. След неуспешен опит да организира русофилски преврат е осъден на смърт и екзекутиран.

## Биография
Коста Паница е роден в Търново през 1857 година, но родът му води началото си от периода 1690 – 1710 г. Тогава дедите му са живеели в с. Дебелец. Баща му Атанас Николов Хаджигеоргиев (1802 – 1872) е роден в Търново. Атанас е търговец и има два брака. Първата му жена Мариола умира млада, оставяйки 4 деца. От втория му брак със съседката му Венета се раждат Коста и още две деца. Бащата Атанас не употребява прякора на дядо си хаджи Георги Димитров – „Паница“ като фамилно име, но някои от децата му приемат по-късно името Паница. Между тях е и Коста.
Коста Паница учи в класното училище „Св. Кирил“ в Търново. През 1872 година баща му умира и майка му се преселва във Варна при негови по-големи братя. След като завършва образованието си, и Коста се прибира при майка си. През март 1876 година Коста Паница заминава от Варна за Букурещ, а оттам се мести в Одеса и учи в Одеското Военно училище (1875 – 1876). Участва в подготовката на Априлското въстание. Свързва се с Иларион Драгостинов, Сава Пенев, Иваница Данчев и със съдействието на един от братята си, търговец във Влашко, успява да купи оръжие и го прехвърля в Русе. След това, по съвета на Стефан Стамболов, се връща в Търново и обикаля селата. След неуспеха на въстанието минава Дунава и във Влашко и се записва в четата на войводата Филип Тотю. Взима участие като доброволец в Сръбско-турската война (1876) в отряда на генерал-майор Черняев. На 21 октомври 1876 година постъпва в руската армия, а при подготовката на Руско-турската война (1877 – 1878) се включва в Българското опълчение. Опълченец от VI дружина на III Опълченска бригада. Бие се при Стара Загора и връх Шипка. Награден за проявена храброст с войнишки кръст „Свети Георги“. Повишен е във военно звание „прапоршик“ (21 февруари 1878 г.). По-късно е в отряда за потушаване бунта на Сенклер в Родопите, където е произведен в първо офицерско звание – подпоручик.
През пролетта на 1878 година Паница служи в Българската войска и за известно време е в Търново. По това време тук са Любен Каравелов, Стефан Стамболов, Драган Цанков, Марко Балабанов, капитан Райчо Николов, Георги и Никола Живкови и други. Именно тук възниква комитетът „Единство", чиято цел е да оказва помощ на тракийските и македонските българи. Паница е член на комитета и след избухването на Кресненско-Разложкото въстание е кредитиран от комитета да събира пари, да набира доброволци и да търси начин за закупуване на оръжие. След потушаването на въстанието през май 1879 г. Паница е назначен на служба във военната милиция на Източна Румелия, като оттам е командирован в Петербург. Завършва Константиновското Военно училище и Петербургската Военно-юридическа академия. През май 1884 г. се завръща в Княжество България, където получава назначение за военен прокурор в Русе и е произведен в звание капитан.
Като член на Българския таен централен революционен комитет участва активно в извършването на Съединението на Княжество България и Източна Румелия (6 септември 1885 г.). По време на Сръбско-българската война (1885) командва с голям успех Смолчанския партизански отряд, в който влизат стотици доброволци от Македония, и печели голяма популярност сред македонската емиграция. След войната става председател на Българския македонски централен революционен комитет „Искра“.
По време на преврата от 9 август 1886 година срещу княз Александър Батенберг застава твърдо на негова страна. Един от главните организатори на контрапреврата. След абдикацията на княза играе важна роля в политиката. Председател на Военния касационен съд. Привърженик на Стефан Стамболов по време на кризата от 1886 – 1887 година.
След като княз Фердинанд I заема българския престол Паница го смята за узурпатор. В него все повече назрява идеята за организиране на заговор. Коста Паница влиза в конфликт и със Стамболов, поради умерената му политика по македонския въпрос. На 21 януари 1890 година е разкрит заговор в столичния гарнизон за убийство на княз Фердинанд и министър-председателя Стамболов. Негов организатор е майор Коста Паница. Осъден от военен съд на смърт, той е екзекутиран на 16 юни.
През 1986 година е създаден документален филм за живота му – „Коста Паница – черти из живота и времето му“, режисьор – Светослав Овчаров, сценарист – Георги Чолаков. В Националния военноисторически музей се съхраняват отличията, с които е бил удостоен Коста Паница, както и негови лични вещи.
- Паница в 1883 година
- Паница в 1888 година, фотография на Иван Карастоянов
- Паметник на майор Паница в Сливница

## Военни звания
- Подпоручик (21 февруари 1878)
- Поручик (24 март 1882)
- Капитан (21 март 1885)
- Майор

## Други
В негова чест село Алчак дере е преименувано на Паницово. Паница посещава селото, пътувайки служебно от Бургас за Варна, остава няколко дни, прави дарение и взима едно бедно момче да го изучи в София. Признателните жители издигат каменна чешма в селото, посветена на майор Паница.